# Мозговой натрийуретический пептид
Мозговой натрийуретический пептид (МНП), также известен, как натрийуретический пептид типа В (BNP) или GC-B, представляет собой пептидный гормон. Продуцируется клетками желудочков сердца — кардиомиоцитами в ответ на чрезмерное растяжение клеток сердечной мышцы. Синтез мозгового натрийуретического пептида модулируется ионами кальция. Мозговой натрийуретический пептид назван так, потому что он первоначально был идентифицирован в экстрактах головного мозга свиньи, хотя у людей он синтезируется в основном в желудочках сердца.
Является регулятором водно-солевого обмена в организме и важен для регуляции кровяного давления (мощный вазодилататор).

## Структура
Мозговой натрийуретический пептид состоит из 32 аминокислот. Характерной особенностью строения пептида является кольцевая структура, которая образована дисульфидной связью между двумя остатками цистеина. Одиннадцать из семнадцати аминокислотных остатков кольцевой структуры у всех представителей семейства натрийуретического пептида идентичны, тогда как концевые фрагменты выраженной гомологии не имеют. Пептид был открыт в 1988 году, выделен из экстрактов головного мозга свиньи.

## Биосинтез
Биосинтез мозгового натрийуретического пептида в основном происходит в кардиомиоцитах желудочков сердца. Здесь он продуцируется в виде предшественника — прогормона (проМНП), состоящий из 108 аминокислотных остатков. Ген NPPB, кодирующий экспрессию прогормона (проМНП) локализован на коротком плече (p-плече) 1 хромосоме человека. Под действием специфической протеазы проМНП происходит расщепление на два фрагмента — первый, физиологически активный С-концевой фрагмент (BNP77-108), состоящий из 32 аминокислот, и N-концевой фрагмент (NT-proBNP), физиологическая активность которого к настоящему моменту не установлена.
Главным стимулом синтеза и секреции мозгового натрийуретического пептида предсердиями и желудочками является повышение давления в камерах сердца и соответственно растяжение этих камер.

## Физиологическая роль
Физиологическое действие мозгового натрийуретического пептида аналогично АНП и включает: вазодилатацию, торможение выработки ренина и альдостерона, снижение нагрузки на миокард, а также улучшение коллатерального коронарного кровотока. Кардиопротекторное действие мозгового натрийуретического пептида в условиях ишемии ассоциируется с повышением активности вторичного посредника — цГМФ, а также открытием митохондриальных калиевых каналов.
По некоторым данным, экспрессия МНП в нейронах играет роль в появлении зуда у людей, страдающих псориазом,  и у многих других больных с хроническим зудом. Пока это подтверждено опытами над мышами.

## Диагностическое значение
Мозговой натрийуретический пептид обладает высокой отрицательной прогностической способностью (>90 %) в диагностике сердечной недостаточности. Это связано с тем, что натрийуретические пептиды В-типа секретируются в желудочках сердца, непосредственно отражая нагрузку на миокард, в то время как А-тип оказывается так называемым «непрямым» маркером. Имеются данные, указывающие на то, что пептиды В-типа более точно отражают миокардиальное напряжение в стенке левого желудочка. К тому же пептиды B-типа (МНП, N-МНП) в плазме крови намного устойчивее пептидов А-типа (АНП).